# Michail Lomonossow (Satellit)
Michail Lomonossow (MVL-300) war ein russisches Weltraumteleskop zur Untersuchung hochenergetischer Strahlung. Es wurde nach dem russischen Naturwissenschaftler Michail Wassiljewitsch Lomonossow benannt, wobei die Bezeichnung MVL-300 auf das etwa 300 Jahre zurückliegende Geburtsjahr des Forschers hinweist.

## Missionsverlauf
Das Teleskop wurde am 28. April 2016 um 02:01 UTC mit einer Sojus-2.1-Trägerrakete vom Kosmodrom Wostotschny zusammen mit AIST 2, einem 53 kg schweren Testsatelliten für bildgebende Systeme und dem Cubesat SamSat-218/D, der die Nutzung von Kräften durch die Reste der Erdatmosphäre untersuchen soll, in eine erdnahe Umlaufbahn gebracht.
Das TUS-Instrument stellte gegen Ende 2017 die Funktion ein. Im Juni 2018 gab es ein Problem mit der Kommunikationsanlage, das sich trotz vielen Versuchen nicht mehr beheben ließ. Am 14. Januar 2019 wurden die Nutzlasten abgeschaltet. Mit eineinhalb Jahren Betrieb wurde ungefähr die Hälfte der geplanten Nutzungsdauer erreicht. Am 16. Dezember 2023 trat der Satellit in diese Erdatmosphäre ein und verglühte.

## Technische Daten
Der dreiachsenstabilisierte Satellit war mit sieben wissenschaftlichen Geräten (TUS, BDRG, UFFO, DEPRON, ShOK, ELFIN-L, IMISS-1) ausgerüstet und untersuchte die hochenergetische kosmische Strahlung und kurzlebiger Phänomene in der oberen Erdatmosphäre. Das Primärinstrument war eine Kamera, die das von Teilchenschauern abgegebene UV-Licht aufnahm, das entsteht, wenn hochenergetische Teilchen mit der Erdatmosphäre in wechselwirken. Das Tracking-UV-Set-Up (TUS) genannte Teleskop mit einer Fresnel-Spiegelfläche von 1,8 m² war ursprünglich als Stand-alone-Experiment auf einem eigenen Satelliten geplant, wurde jedoch später Teil der Lomonossow-Mission. Es konnte mit Hilfe seiner 256 Photomultiplier 6.400 km² der Erdatmosphäre in einem Zeitraster von 0,8 µs überwachen. Daneben war der Satellit mit drei identischen Instrumenten ausgerüstet, die Gammastrahlenausbrüche im Energiebereich von 0,01 bis 3,0 MeV erkennen konnten. Mithilfe dieser konnte er auch seine anderen Instrumenten auf die Quelle dieser kurzlebigen Phänomene ausrichten, um so gemeinsame Daten zu erhalten. Sie sollten jedoch auch die Sonnenstrahlung, Pulsare und andere kurzlebige Hochenergiephänomene untersuchen. Ein weiteres Instrument, UFFO, lieferte Bilder im ultravioletten und Röntgenbereich mit einem 20-cm-Teleskop mit 256*256 Pixeln im UV- und einem Teleskop mit 191 cm² effektiver Fläche und 48*48 Pixeln im Röntgenbereich. Die optische Nutzlast bestand aus zwei Superweitwinkelkameras, die kontinuierlich bis zu sieben Bilder pro Sekunde aufnehmen konnten und so optische Daten zu kurzlebigen Ereignissen lieferten. Das Instrument DEPRON war ein Dosimeter für Elektronen, Protonen und thermische Neutronen. Das Electron Loss and Fields Investigator for Lomonosov (ELFIN-L). ELFIN-L bestand aus einem Fluxgate-Magnetometer und einem Teilchendetektoren für Elektronen und Protonen. Seine Daten sollten helfen die Prozesse zu verstehen, die die Strahlung in der Erdmagnetosphäre beeinflussen. Ein Technologiedemonstrationsinstrument iMiss-1 wertete die Leistung der inertialen Messeinheiten des Satelliten aus und studierte deren mögliche Verwendung für die automatische Stabilisierung der Bildgebungssysteme des Satelliten.
Der Satellit wurde auf Basis des Satellitenbus Kanopus von WNIIEM durch die Lomonossow-Universität Moskau gebaut, mit einer geplanten Lebensdauer von drei Jahren. Die britische Firma SSTL lieferte Teile der Avionik.